# Inés Cañizares
Inés María Cañizares Pacheco (Las Pedroñeras, Cuenca, 27 de septiembre de 1970) es una economista y política  española, del partido Vox. Es Vicealcaldesa de Toledo (desde junio de 2023).

## Biografía
Nacida en el municipio conquense de Las Pedroñeras en el seno de una familia trabajadora. Su padre fue vendedor de maquinaria agrícola, y posteriormente empleado de banca; su madre fue peluquera.
Tras licenciarse en Ciencias Empresariales en la Universidad de Castilla-La Mancha (1993) realizó un máster de especialización Superior en Auditoría Contable Económica y Financiera por el Instituto de Administración de Empresas (IADE) en la Universidad Autónoma de Madrid (1994). Es Auditora de Cuentas, perteneciente al Instituto de Censores Jurados de Cuentas de España (ICJCE).
Cañizares desarrolló su actividad profesional estableciendo su despacho profesional como economista.
Durante las elecciones generales celebradas en noviembre de 2019, ocupó el segundo lugar en la lista de la circunscripción de Toledo para el Congreso de los Diputados, siendo elegida. En el Congreso, es Vocal de la Diputación Permanente; de la Comisión de Política Territorial; de la Comisión de Seguimiento y Evaluación de los Acuerdos del Pacto de Toledo; miembro de la Comisión de Hacienda y del Comité de Presupuesto; Portavoz adjunta de la Junta de Portavoces; de la Comisión de Presupuestos; de la Comisión de Asuntos Económicos y Transformación Digital; y de la Comisión Mixta para las Relaciones con el Tribunal de Cuentas.
Sustituyó a Macarena Olona como portavoz adjunta del partido en el Congreso. En las elecciones municipales de mayo de 2023, se presentó como cabeza de lista al Ayuntamiento de Toledo.